# Marco Paoletti
Marco Paoletti (Siena, 19 de octubre de 1949) es un actor infantil italiano activo entre 1957 y 1964.

## Biografía
Fue la revelación de la temporada cinematográfica 1957-1958, debutando en la pantalla grande como coprotagonista en El maestro, la última película dirigida por Aldo Fabrizi. Su papel de Gabriel en dicha película le supuso un gran éxito de público, pero su carrera cinematográfica fue breve. Desde 1958 hasta 1964 solo rodó cuatro películas más, dos de ellas con papel protagonista: De los Apeninos a los Andes, donde trabajó con Eleonora Rossi Drago y Fausto Tozzi y la coproducción italoespañola El Lazarillo de Tormes.

## Filmografía completa
- El maestro dirigida por Aldo Fabrizi (1957)
- De los Apeninos a los Andes, dirigida por Folco Quilici (1958)
- Pia De' Tolomei, dirigida por Sergio Grieco (1958)
- El Lazarillo de Tormes dirigida por César Fernández Ardavín (1959)
- Saul e David, dirigida por Marcello Baldi (1964)